# Мікроліт (археологія)
Мікролі́т ( μικρόλιθος, від μικρός — «малий» і λίθος — «камінь») — у археології дрібне кам'яне знаряддя, що виготовлялося на пластині чи відщипі, розміром у декілька сантиметрів. Мікроліти найчастіше бувають прямокутної чи трикутної форми. Використовувалися у пізньому палеоліті, мезоліті та неоліті поодинці як наконечники стріл або у складній комбінації як вкладні леза списів чи ножів.
|                                        |  |  |
| Гарпун і стріла з вставками мікролітів |  |  |

## Галерея

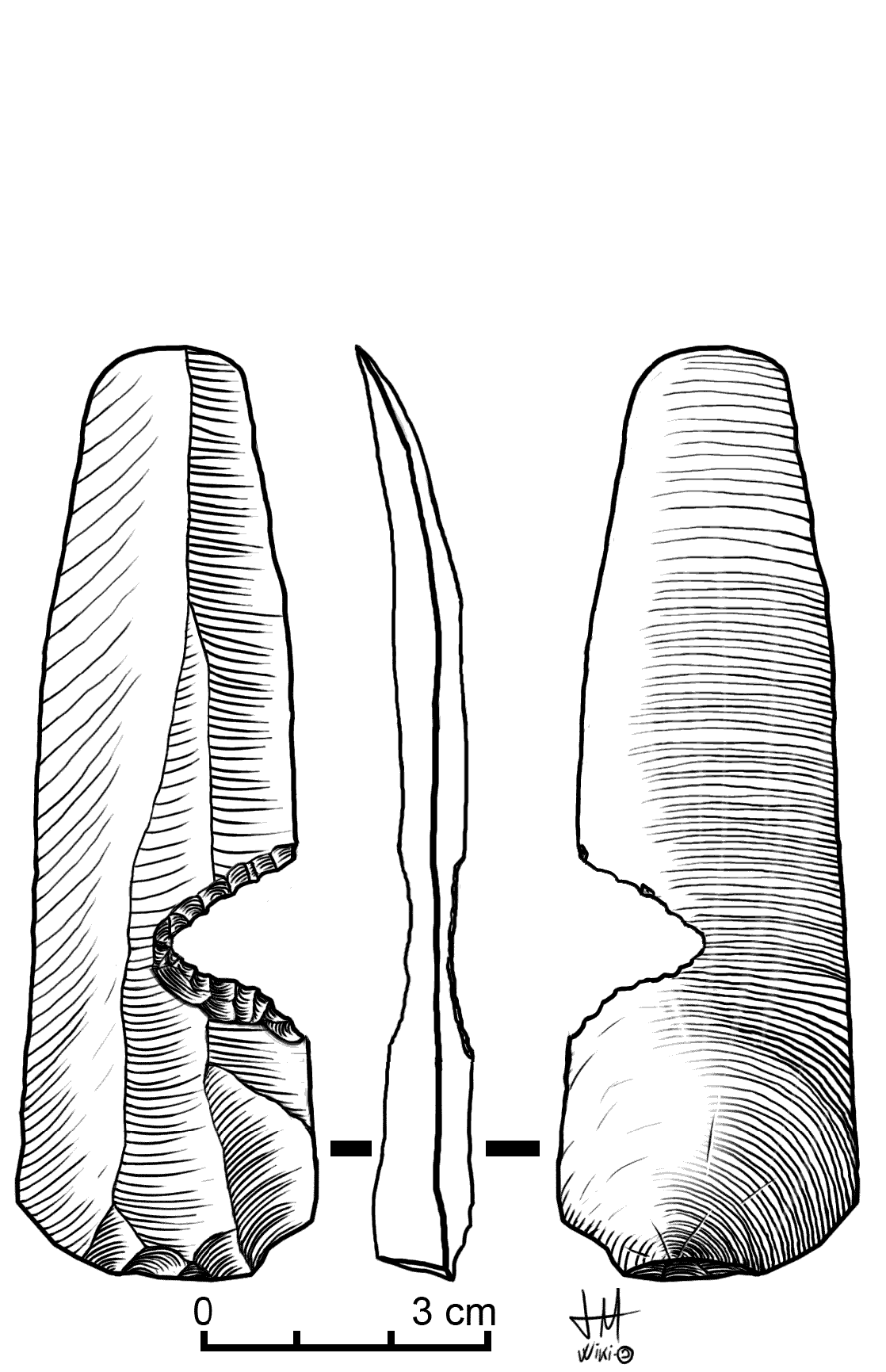
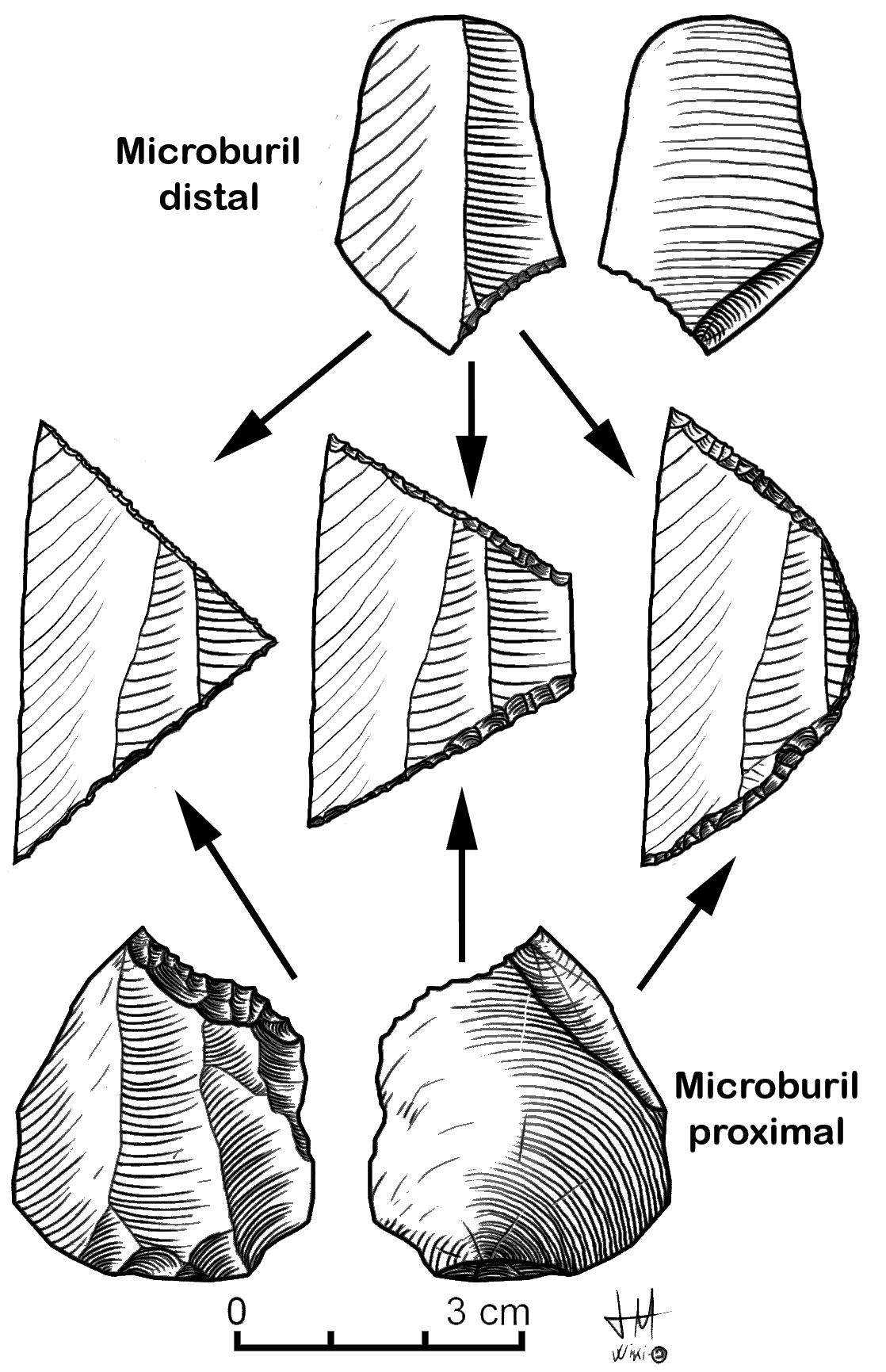
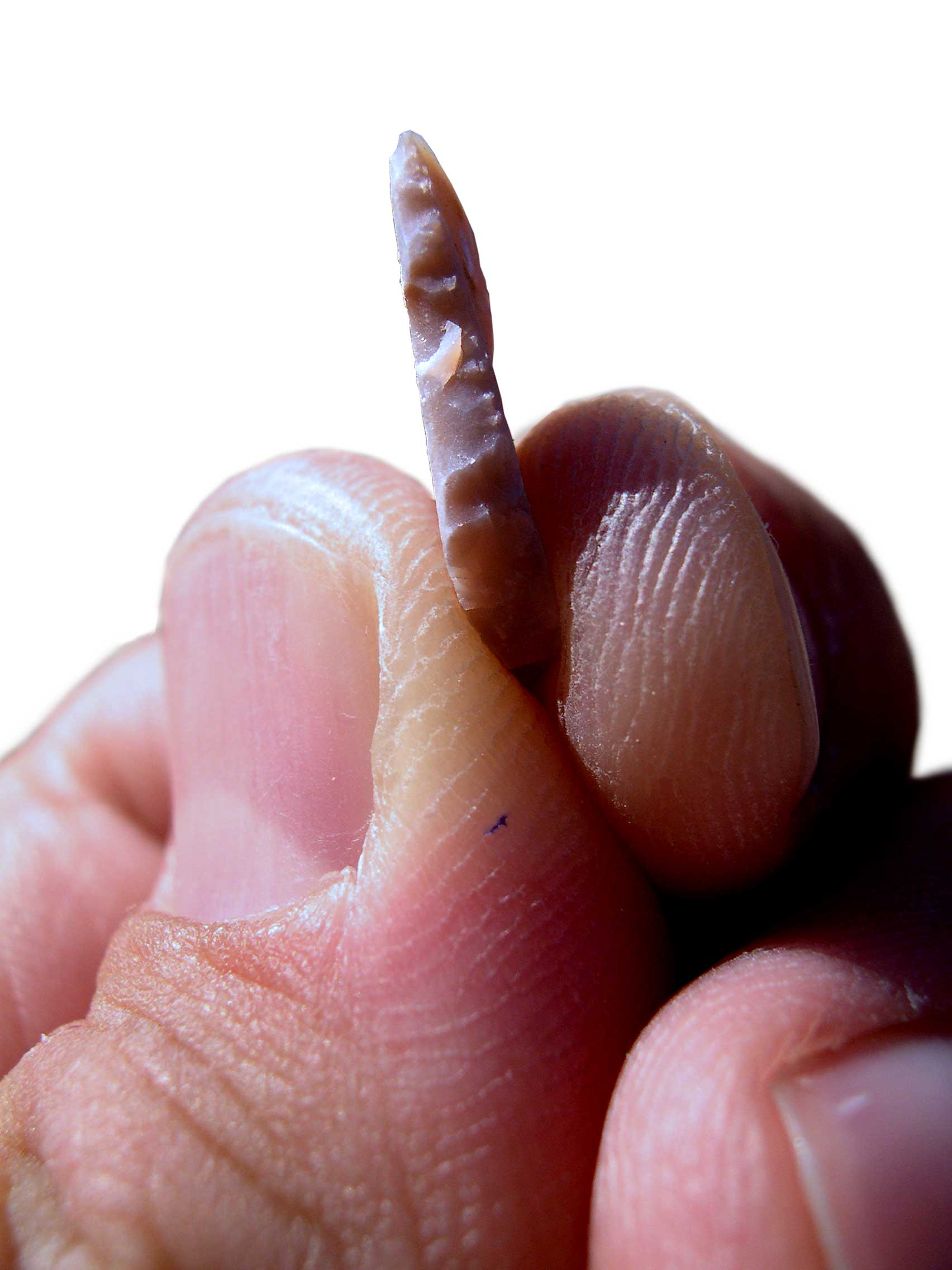